# Vor dem Rühner Tor
Die Straße Vor dem Rühner Tor, auch Poppiermöllerstraat genannt, ist eine Ausfallstraße der ehemaligen Bischofsresidenz und Universitätsstadt Bützow im Landkreis Rostock in Mecklenburg, sie liegt außerhalb der einstigen Wallanlage.

## Geografische Lage
Die Straße ist in eine Richtung befahrbar, der Fahrbahnbelag besteht aus Asphalt. Sie verbindet als Verlängerung der Langestraße und der Rühner Straße die Wismarsche Straße, als Teil der Landesstraße erster Ordnung L11.

## Geschichte
1249 wurde die Stadt Bützow mit einer Wallanlage befestigt. Die Befestigung bestand aus einer Stadtmauer mit zunächst hölzerner, später steinernen Toren mit Schanzen (Haupt- und Stadtthor der Bischofsburg, Rühner Thor, Rostocker Thor, Wolker Thor, Ausfalltor), zudem formte sich im Laufe der Zeit eine Holzwegung, die in- und außerhalb der Stadt verlief. Durch die Gründung des Benediktinerinnenkloster Rühn im 13. Jahrhundert wurde der Damm zur naheliegenden kleinen Siedlung Rühn wichtig. Die Straße wurde nach ihrer Lage und dem Stadttor benannt.

## Straßenname im Wandel der Zeit
Im ersten Beleg unter dem noch erhaltenen Archivmaterial wird die Straße in der Archivreihe Stift Schwerin aus dem Jahr 1502 unter „vorm Rüner Thore“ namentlich erwähnt und blieb bis heute unverändert.

### Straßenname im Volksmund
Durch die Errichtung der Papierfabrik im Jahr 1586 erhielt die Straße im Volksmund auch die Mecklenburgisch-Niederdeutschen Namen:

„Poppiermöllerkolk“

„Papiermüllergraben“

„Poppiermöllerstraat“

„Papiermüllerstraße“

## Straßenverlauf

### Bis 1924
Die Straße Vor dem Rühner Tor verlief bis 1924 vom Anfang des Hopfenwalls, Schützenhaus, Papierfabrik bis zum Aalfang, kreuzte dort zum einen die heutige Straße Am Forsthof mit der Großherzoglichen Oberförsterei Bützow, Stadtkrankenhaus bis zum ehemaligen Forsthof-Restaurant (heute Am Forsthof 20), zum anderen in Richtung Steinhägener Chaussee zum Sandkrug und der Frohnerei. Sie endete vor dem Wasserturm gegenüber des Friedhofs in Richtung Steinhagen. Dazu kam ein Gehöft hinter der Landesstrafanstalt Dreibergen, an der heutigen Kühlungsborner Straße.

### Ab 1924
Auf Beschluss der Ratsherren der Stadt Bützow, wurden am 18. August 1924 die Abzweigungen der Straße „Vor dem Rühner Tor“ umbenannt. Die Abzweigung hinter dem Warnowarm Aalfang in Richtung Steinhagen und Wismar erhielt den Namen Wismarsche Straße. Die Abzweigung in Richtung Rühn erhielt den Namen Am Forsthof.

## Bebauung
An der Straße stehen zumeist zwei- bis dreigeschossige Wohn- und Geschäftshäuser. Bis 1900 waren folgende Häuser gebaut und Hausnummern vergeben. (Die Denkmalplakette kennzeichnet die Baudenkmale der Straße.)

### Vor den Rühner Tor

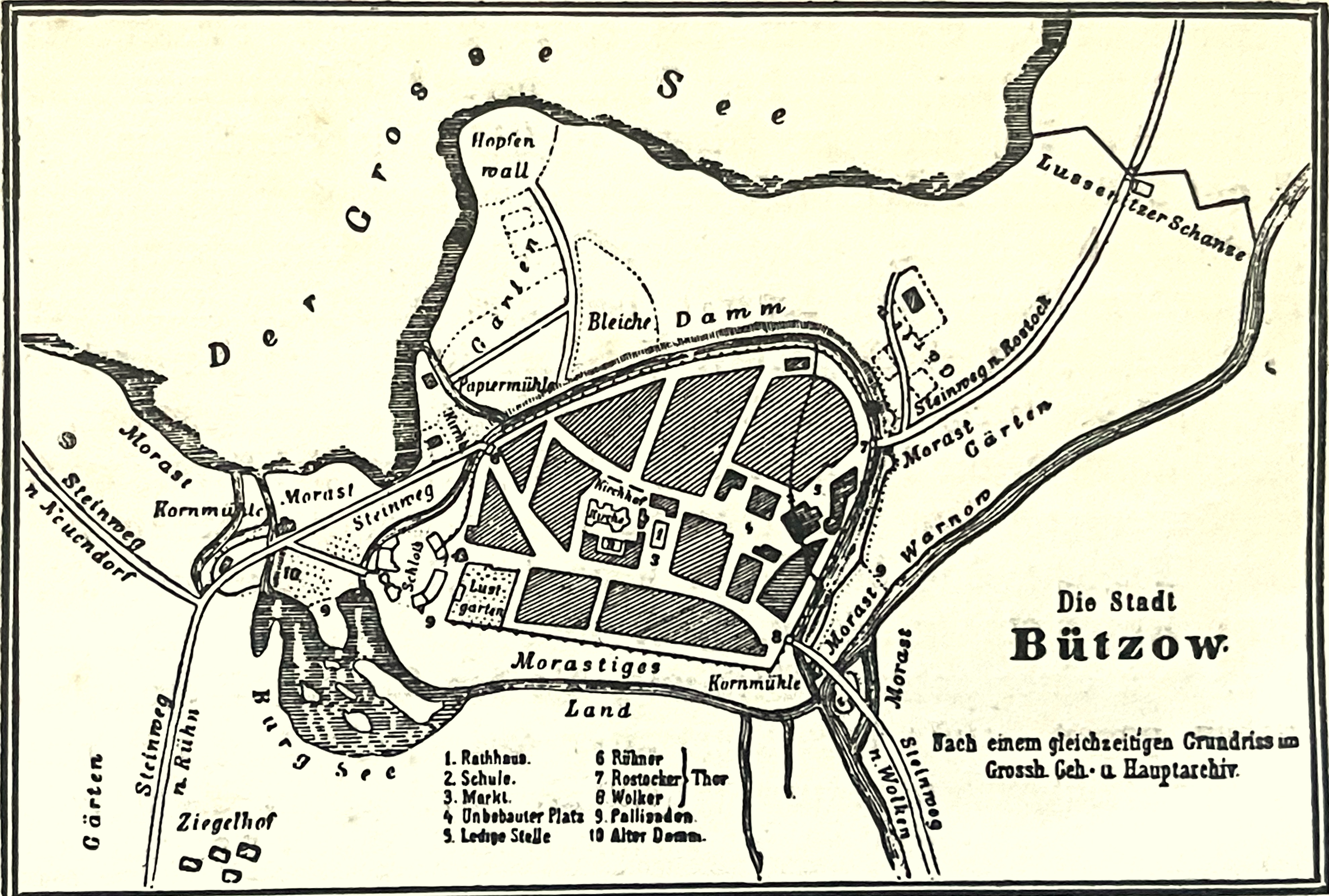
Grundriss Bützow 1688

| Haus Nr. | Historische Haus- nummer bis 1908 |  | Standort                         | Bemerkungen                                                                                                  | Geschichte |
| -------- | --------------------------------- |  | -------------------------------- | --- | --- |
| 1        | 110                               |  | 53° 50′ 55,3″ N, 11° 58′ 39,3″ O | Neubau in den 1990er, ursprüngliches Haus existiert nicht mehr.                                              | ehemals: Webermeister J. Schröder, später: Böttcher H. Engel, später: Fischhandlung J. Schmidt |
| 2        | 119                               |  | 53° 50′ 57,8″ N, 11° 58′ 42,1″ O | Schützenhaus Bützow Haus existiert nicht mehr.                                                               | ehemals: Schützenwirt F. Ch. Hagemeister, später: Schießhofpächter C. Schläth, später: Schützenhauswirt H. Baade später: Schützenhauswirt H. Dierling                                                                                    |
| 3        | 111                               |  | 53° 50′ 54,8″ N, 11° 58′ 38,7″ O | Neubau in den 1990er, ursprüngliches Haus existiert nicht mehr.                                              | ehemals: Tischlermeister A. Voigt, später: Schuhmacher W. Geist |
| 4        | 120                               |  |                                  | 1. Bützower Gaswerk mit einem Gasometer (1862–1902)                                                          | ehemals: Arbeitsmann J. Lüth, später: W. Schmidt |
| 5        | 112                               |  |                                  | | ehemals: Schneidermeister A. Götz, später: Schmiedemeister F. Wittenburg (Sen.), später: Schmiedemeister F. Wittenburg (jun.) |
| 6        | 120A                              |  |                                  | | ehemals: Töpfermeister R. Müller |
| 7        | 113                               |  |                                  | | ehemals: Schustermeister C. Wildfang , später: Schustermeister H. Wildfang |
| 8        | 118B                              |  | 53° 51′ 0,3″ N, 11° 58′ 39,5″ O  | Neubau, ursprüngliches Haus existiert nicht mehr.                                                            | ehemals: Ackerbürger C. Fust, später: Fellhändler E. Rohde |
| 9        | 114                               |  |                                  | | ehemals: Stellmacher F. Viegenschow, Registrator des Criminal-Collegium Bützow G. Fr. Chr. Lange, später: Stellmachermeister W. Hildebrandt                                                                                              |
| 10       | 118A                              |  |                                  | | ehemals: Ackerbürger J. Boldebuck, später: Ackerbürger J. Tielk |
| 11       | 436                               |  | 53° 50′ 48,5″ N, 11° 58′ 32″ O   | Haus existiert nicht mehr.                                                                                   | ehemals: Großherzoglicher Hengstenstall |
| 12       | 118                               |  |                                  | | ehemals: Postillon J. Restorff, später: Ackerbürger H. Gebhardt |
| 13       | 435A                              |  | 53° 50′ 48,3″ N, 11° 58′ 32,9″ O | 1. Landreiterhaus des Domanialamt Bützow-Rühn. Haus existiert nicht mehr.                                    | ehemals: Amtslandreiter F. Rausch, später: Amtslandreiter H. Müller, später: Finanzministerium Mecklenburg-Schwerin |
| 14       | 117                               |  | 53° 50′ 57,4″ N, 11° 58′ 39,7″ O | Haus existiert nicht mehr.                                                                                   | ehemals: Ackerbürger C. Düwell, Stadtmusikus H. Müller, später: Ackerbürger A. Düwel |
| 15       | 435B                              |  | 53° 50′ 48,5″ N, 11° 58′ 31,8″ O | 2. Landreiterhaus des Domanialamt Bützow-Rühn. Haus existiert nicht mehr.                                    | ehemals: Amtslandreiter C. Bockmeyer, später: Amtslandreiter F. Müsch, später:Finanzministerium Mecklenburg-Schwerin |
| 16       | 116                               |  | 53° 50′ 57,4″ N, 11° 58′ 38,6″ O | Neubau, ursprüngliches Haus existiert nicht mehr.                                                            | ehemals: Ackerbürger C. Quandt, später: Schmiedemeister J. Millies |
| 18       | 116A                              |  | 53° 50′ 58″ N, 11° 58′ 37″ O     | Haus existiert nicht mehr.                                                                                   | ehemals: Gärtner T. Holst |
| 20       | 115A                              |  | 53° 50′ 56,2″ N, 11° 58′ 35,2″ O | Papierfabrik Bützow, Fabrik existiert nicht mehr.                                                            | ehemals:Papierfabrikant Isaak Kramer, später: Papierfabrikant Heinrich Bleeck, später: Papierfabrikanten Helmut & Ludwig Bleeck, später: Papierfabrik Bützow A.G., später: Papierfabrik Bützow GmbH., später: VEB Möbelwerke Ernst Mundt |
| 22       | 115                               |  | 53° 50′ 58″ N, 11° 58′ 37″ O     | Bleeck’sche Villa, Jugendstilvilla wurde im Jahr 1907 nach einem Brand errichtet. Haus existiert nicht mehr. | ehemals: Papierfabrikanten Helmut und Ludwig Bleeck |
| 24       | 114A                              |  | 53° 50′ 55,5″ N, 11° 58′ 38,4″ O | Haus existiert nicht mehr.                                                                                   | ehemals: Arbeitsmann F. Harm , später: Händler H. Mahncke |
| 26       | 114B                              |  | 53° 50′ 55,3″ N, 11° 58′ 38,1″ O | Haus existiert nicht mehr.                                                                                   | ehemals: Hofdamastweber H. Clasen |
| 26A      |                                   |  |                                  | ehemaliges Stallgebäude erbaut um 1920.                                                                      | ehemals: Wiehr & Schacht (Fabrik für Fender und Rettungsarteikel) |
| 28       | 172 / 73                          |  |                                  | | ehemals: Fischereipächter J. H. Noldt, später:Fischereipächter G. Steinfatt |
| 30       | 114C                              |  |                                  | | ehemals: Ackerbürger J. Seemann, später: Ackerbürger J. Roloff |
| 32       | 114D                              |  |                                  | | ehemals: Rentier D. Koepke, später: Rentnerin S. Vothg |

### Heute Am Forsthof

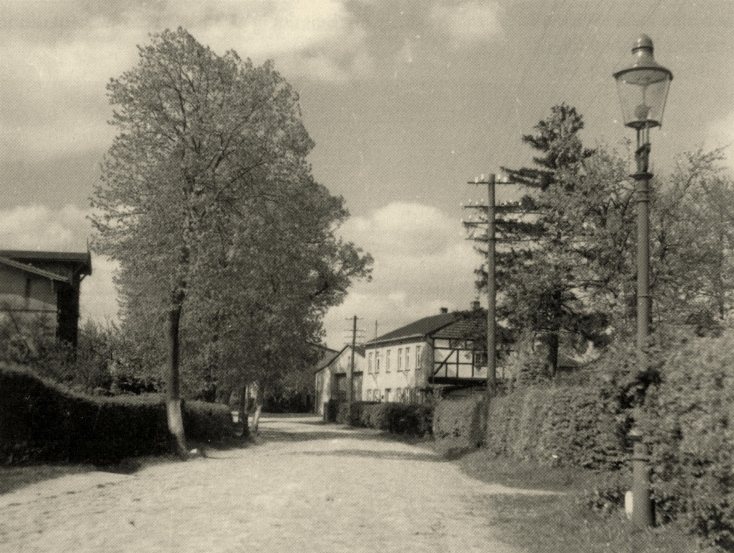
Forsthof 31 und 42

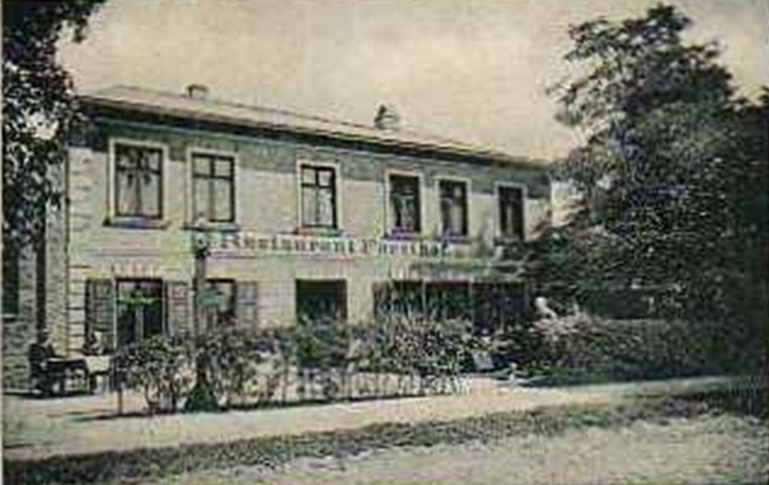
Restaurant Forsthof

| Haus Nr. | Historische Haus- nummer bis 1908 |  | Standort                         | Bemerkungen                                                     | Geschichte                                                                           |
| -------- | --------------------------------- |  | -------------------------------- | --------------------------------------------------------------- | ------------------------------------------------------------------------------------ |
| 19       | 437A                              |  |                                  |                                                                 | ehemals: Arbeiter F. Krohn                                                           |
| 21       | 437F                              |  |                                  |                                                                 | ehemals: Bauunternehmer Friedrich Sievert                                            |
| 23       | 437G                              |  |                                  |                                                                 | ehemals: Bauunternehmer Friedrich Sievert                                            |
| 25       | 437H                              |  |                                  |                                                                 | ehemals: Bauunternehmer Karl Sievert                                                 |
| 27       | 437J                              |  |                                  |                                                                 | ehemals: Bauunternehmer Karl Sievert                                                 |
| 29       | 437K                              |  | 53° 50′ 34,9″ N, 11° 58′ 36,4″ O | Haus existiert nicht mehr.                                      | ehemals: Bauunternehmer Karl Sievert                                                 |
| 31       | 437B                              |  |                                  | Restaurant Forsthof                                             | ehemals:Gastwirt Ad. Osterloh, später: Gastwirt H. Stubbe                            |
| 34       | 438A                              |  | 53° 50′ 45,5″ N, 11° 58′ 27,9″ O | Großherzogliche Oberförsterei Bützow Haus existiert nicht mehr. | ehemals: Oberforstmeister Heinrich von Hartwig                                       |
| 36       | 121B                              |  |                                  |                                                                 | ehemals: Zichorienfabrik, später: Arbeits- und Krankenhaus, später: Stadtkrankenhaus |
| 38       | 437E                              |  |                                  |                                                                 | ehemals: Bauunternehmer H. Dohse                                                     |
| 40       | 437D                              |  |                                  |                                                                 | ehemals: Bauunternehmer H. Dohse                                                     |
| 42       | 437C                              |  | 53° 50′ 32,4″ N, 11° 58′ 36,5″ O |                                                                 | ehemals: Gärtnerei H. Klerch, später: Gärtnerei Vita                                 |

### Heute Wismarsche Straße

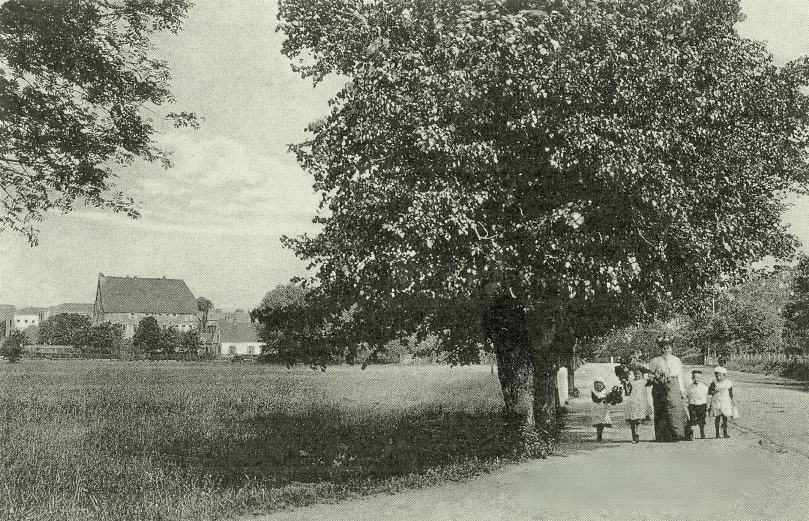
Steinhägener Chaussee

| Haus Nr. | Historische Haus- nummer bis 1908 | Standort                         | Bemerkungen                                                                 | Geschichte |
| -------- | --------------------------------- | -------------------------------- | --------------------------------------------------------------------------- | --- |
| 44       | 438                               | 53° 50′ 45,1″ N, 11° 58′ 24,7″ O | Haus existiert nicht mehr.                                                  | ehemals: Handelsgärtnerei G. Fratscher, später: Handelsgärtnerei Fratscher & Gaedt |
| 46       | 308 / 309                         | 53° 50′ 46,6″ N, 11° 58′ 8,1″ O  | Haus existiert nicht mehr.                                                  | ehemals: Kaufmann H. Kaven, Berlin |
| 48       | 439A                              | 53° 50′ 46,7″ N, 11° 58′ 5,3″ O  | Gastwirtschaft Sandkrug                                                     | ehemals: Gastwirt C. Wittenburg, später: Gastwirt J. Krull |
|          |                                   | 53° 50′ 52,5″ N, 11° 57′ 54,1″ O | Ab 1808 die zentrale Begräbnisstätte der Stadt Bützow                       | Friedhof vor dem Rühner-Thore |
| 50       | 121C                              | 53° 50′ 44,5″ N, 11° 57′ 54,9″ O | Frohnerei Bützow (Wohnhaus noch vorhanden. Frohnerei existiert nicht mehr.) | ehemals: Frohnereibesitzer Karl E. C. Duvinage, später: Frohnereibesitzer Charles H. J. Duvinage, später: Frohnereibesitzer H. Gebgard, später: Frohnereibesitzer Emil F. W. Petitjean, später: Frohnereibesitzer P. Petitjean |

### Heute Kühlungsborner Straße(Thiessenhusen)
| Haus Nr. | Historische Haus- nummer bis 1908 | Standort                         | Bemerkungen              | Geschichte |
| -------- | --------------------------------- | -------------------------------- | ------------------------ | --- |
| 52       | 121D                              | 53° 51′ 48,4″ N, 11° 57′ 21,7″ O | Gehöft und Bockwindmühle | ehemals: Gehöft des Bützower Kaufmann H. Reinoldt, Verwaltet durch F. Hünemöller , später: Müller Friedrich Thiessenhusen |

Der aus Dragun stammende Müllermeister Friedrich Thiessenhusen betrieb Vor dem Rühner Tor 52 eine der fünf Windmühlen, die es in der Nähe Bützows gab. Bauern und Häusler aus Neuendorf und dem Rittergut Langen- und Kurzen Trechow ließen ihr Getreide in der Bockwindmühle  mahlen. Die Mühle brannte am 2. Februar 1924 ab. Das ehemalige Gehöft wird noch heute im Volksmund der Stadt Bützow, nach dem einstigen Besitzer Thiessenhusen benannt.